# Семёновка (Дубовский район)
Семёновка — село в Дубовском районе Волгоградской области, в составе Усть-Погожинского сельского поселения.
Население — 280 (2010)

## История
Согласно Историко-географическому словарю Саратовской губернии, составленному в 1898—1902 году, село Семёновка относилось к Мало-Ивановской волости Царицынского уезда Саратовской губернии. Заселено в 1830-х года государственными крестьянами великороссами и малороссами. Земельный надел составлял 7002 десятины удобной и неудобной земли. Жители занимались хлебопашеством. В 1864 году построена церковь освящённая во имя Архистратига Михаила.
Согласно Списку населённых мест Царицынского уезда в 1911 году село Семёновка относилось к Ивановской волости. В селе имелись земская школа и церковь. Село населяли бывшие государственные крестьяне, составлявшие одно сельское общество
В 1919 году село в составе Царицынского уезда включено в состав Царицынской губернии.
С 1928 года — в составе Дубовского района Нижне-Волжского края (с 1934 года — Сталинградского края), с 1935 года в составе Балыклейского района Сталинградского края (с 1936 года — Сталинградской области, с 1962 года — Волгоградской области). В составе Дубовского района — с 1963 года.

## Физико-географическая характеристика
Село расположено в степи в пределах Приволжской возвышенности, относящейся к Восточно-Европейской равнине, на реке Погожей (правый приток реки Бердия), на высоте около 90 метров над уровнем моря. Рельеф местности холмисто-равнинный, развита овражно-балочная сеть. балке выше села имеется пруд. Почвы — каштановые солонцеватые и солончаковые.
Близ села проходит автодорога, связывающая сёла Усть-Погожье и Зензеватка (Ольховский район). По автомобильным дорогам расстояние до областного центра города Волгограда составляет 120 км, до районного центра города Дубовка — 71 км, до административного центра сельского поселения села Усть-Погожье — 5,9 км.
Климат
Климат умеренный континентальный с жарким летом и малоснежной, иногда с большими холодами, зимой. Согласно классификации климатов Кёппена климат характеризуется как влажный континентальный (индекс Dfa). Температура воздуха имеет резко выраженный годовой ход. Среднегодовая температура положительная и составляет +7,5 °С, средняя температура января −8,6 °С, июля +23,4 °С. Расчётная многолетняя норма осадков — 399 мм, наибольшее количество осадков выпадает в июне (45 мм), наименьшее в марте (22 мм).
Часовой пояс
Семёновка, как и вся Волгоградская область, находится в часовой зоне МСК (московское время). Смещение применяемого времени относительно UTC составляет +3:00.

## Население
Динамика численности населения
| 1857 | 1860 | 1882 | 1891 | 1897 | 1911 | 1987 |
| ---- | ---- | ---- | ---- | ---- | ---- | ---- |
| 415  | 415  | 746  | 978  | 883  | 1055 | ≈340 |

| 2010 |
| ---- |
| 280  |